# Blood, Sweat & Tears
Blood, Sweat & Tears foi uma banda norte-americana de rock and roll formada em Nova Iorque em 1967 por Al Kooper, Jim Fielder, Fred Lipsiues, Randy Brecker, Jerry Weiss, Dick Halligan, Steve Katz e Bobby Colomby.
A banda que fundiu o jazz com o rock ou pop em algo híbrido que veio a ficar conhecido como "jazz-rock". Eles estavam entre os primeiros do gênero, conhecido como "jazz fusion", ou simplesmente "fusion" (que tendendo para visões virtousísticas de experimentação eletrônica e uma música anormal), o som do Blood, Sweat & Tears era uma mistura de variados estilos do rock, pop e R&B/soul music como "big band" ou "jazz combo".

## História

### Era Al Kooper
Kooper, Jim Fielder, Fred Lipsius, Randy Brecker, Jerry Weis, Dick Halligan, Steve Katz e Bobby Colomby fizeram parte da formação original da banda, que foi oportunamente nomeada por Kooper depois de ter visto o álbum de 1963 de Johnny Cash com o mesmo nome. Kooper era o líder da banda, tendo insistido nesta posição baseado em suas experiências com o "The Blues Project", sua banda anterior, que também contava com Steve Katz.
O grupo fez sua estréia no Cafe Au Go Go em Nova Iorque em 1967, abrindo para o "Moby Grape"; a banda era um sucesso de audiência, que gostava da inovadora fusão do jazz com o rock psicodélico e o pop. Após assinar contrato com a Columbia Records, o grupo lançou um dos álbuns mais aclamados pela crítica dos anos 60, Child Is Father to the Man. Sem nenhum single de orientação pop, as vendas do álbum foram lentas. Enquanto as vendas iam lentamente crescendo, conflitos de personalidade começaram na banda. Colomby e Katz queriam que Kooper assumisse os órgão exclusivamente e desse lugar a um vocalista. Com o álbum de estréia, lentamente adquirindo realizações, Kooper deixou o grupo para se transformar em um produtor da Columbia. Randy Brecker e Jerry Weiss também saíram, se juntando a "Horace Silver's Band", respectivamente.

### Era David Clayton-Thomas
Colomby e Katz começaram a recrutar vocalistas, considerando o estilo inconfundível de Stephen Stills e Laura Nyro antes de selecionarem David Clayton-Thomas, vocalista canadense. Reportadamente, a cantora folk Judy Collins viu-o cantar em um clube de Nova Iorque e ficou tão comovido com a performance do cantor canadense que contou sobre ele aos amigos Bobby Colomby e Steve Katz (sabendo que eles estavam procurando por um novo vocalista para estar a frente da banda). Com Collins, foram assistir ao cantor e ficaram impressionados com aquele que era Clayton-Thomas, que foi convidado para ser o vocalista principal do reconstruído Blood, Sweat & Tears. Chuck Winfield, Lew Soloff and Jerry Hyman juntaram-se banda logo depois fazendo com que a banda possuísse, naquele momento, um total de 9 membros. 
Blood, Sweat & Tears, o homônimo e segundo álbum, foi produzido por James William Guercio e foi lançado em 1969. O álbum era muito mais orientado para o pop, fazendo  decididamente com que as composições passassem a ser assim. Este álbum rapidamente foi para o topo das paradas e ganhou um Grammy de álbum do ano. Foram três singles de sucesso: um cover de Brenda Holloway's ("You've Made Me So Very Happy"), uma canção de Clayton-Thomas ("Spinning Wheel"), e uma versão de "And When I Die" de Laura Nyro.
Por conta da presença obstáculos e a falta de Kooper, o Blood, Sweat & Tears teve problemas segurando-se para com qualquer sorte na contra-cultura hippie durante o tempo que esta era muito importante. A banda saiu em turnê com ajuda do Departamento de Estado de Cultura dos Estados Unidos pelo leste europeu. Qualquer associação voluntária com o governo era extremamente não-popular naquele momento, e a banda foi ridicularizada por isto. 
Depois de retornar ao EUA, o grupo lançou Blood, Sweat & Tears 3, tendo um sucesso popular, com o singles "Hi-De-Ho", um cover de Carole King, e "Lucretia Devil", outra composição de Clayton-Thomas, esta última teve uma má repercussão da crítica. Enquanto o álbum ia se tornando um fracasso, a banda se atentava a recriar o sucesso do disco anterior, dedicando-se quase que exclusivamente (novamente) a material cover, às vezes tendo resultados desastrosos, e vários jornalistas também sentiram a necessidade de massacrar a banda pela turnê armada pelo Departamento de Estado. Com todos os 
problemas, houve a decisão de tocar no Caesar's Palace em Las Vegas, um notório lugar numa cidade não "hippiezada". Em 1970, a banda providenciou a trilha sonora do filme de comédia The Owl and the Pussycat.
Seguindo todos os rumores, o grupo convidou o compositor de jazz Dan Heckman como seu produtor com Dave Bargeron no lugar de Jerry Hyman, gravando material que gostaria que fosse o Blood, Sweat & Tears 4. Pela primeira vez desde Child Is Father to the Man, quase todo o material foi escrito pelo grupo, e incluíram também um cover de "Holy John" de Al Kooper. O álbum ficou entre os TOP 10 e ganhou disco de ouro, marcando o fim dos tempos comerciais da banda.

### Mudanças de formação adicionais
Dificuldades de personalidade dividiu o grupo nas facções do jazz e do rock, com Clayton-Thomas no meio; ele escolheu sair do grupo para seguir carreira solo. Ele foi substituído  por Bobby Doyle, então Jerry Fisher. Fred Lipsius também deixou a banda e foi substituído pela lenda do jazz Joe Henderson, antes de Lou Marini que ter sido selecionado para o grupo. Dick Halligan foi substituído por outra lenda do jazz, Larry Willis, enquanto o guitarrista sueco Georg Wadenius se juntou ao grupo como segundo guitarrista. Durante as mudanças, uma álbum coletânea foi lançado, que chegou ficou entre os TOP 20, ganhando disco de ouro. Este foi o último disco de ouro adquirido pela banda.
O novo grupo eventualmente lançou New Blood, que encontrou o grupo mais jazzístico do que em seus álbuns anteriores. O disco conseguiu estar entre os TOP 40 com o single "So Long Dixie", mas sofreu com vendas baixas. Steve Katz acabou com grupo seguindo o resultado do álbum. O próximos álbuns, No Sweat e Mirror Image, venderam pouco mais do que os anteriores.
Mudanças continuaram, culminando no retorno de David Clayton-Thomas e o lançamento do álbum New City marcando a volta da banda. O álbum alcançou um bom resultado com o cover de "Got To Get You Into My Life", dos Beatles. Mas, mesmo assim, o álbum não vendeu muito bem. Eles lançaram um último álbum pela Columbia Records, o fraco em vendas More Than Ever, antes de realmente acabarem. O último membro original do grupo, Bobby Colomby, que tinha saído em 1976, retornou quando a banda assinou contrato com a ABC Records, mas trabalhou apenas como produtor executivo. O álbum Brand New Day ficou completamente fora das listas. E seguiu-se uma desastrosa turnê pela Europa em 1978. Finalmente, o grupo de desfez.

### Reformulação
Porém, David Clayton-Thomas decidiu remontar o grupo em 1980 com uma banda de músicos canadenses. Eles assinaram contrato com a Avenue Records, que é subsidiária da LAX, e com o lendário produtor Jerry Goldstein, e gravaram o álbum Nuclear Blues. Tirando o título, o álbum foi a última tentativa de remontar o grupo, mostrando um grupo que adotando o funk. O disco foi um completo fracasso comercial, e considerado por muitos fãs como o álbum que jamais deveria ter sido lançado. Seguiu-se uma rápida turnê e a banda voltou a dissipar-se.
Clayton-Thomas tentou recomeçar sua carreira solo depois do disco, desde ele não conseguir o direito do nome do Blood, Sweat & Tears, mas durante alguns meses na estrada, ele quis encontrar os promotores e conseguiu junto a Bobby Colomby o direito de usar o nome durante suas turnês. Por quase 20 anos depois, ele viaja desta maneira.
Em 2004, Clayton-Thomas anunciou suas intenções de seguir sua carreira solo novamente, e assumiu que o grupo estava acabado.

### Atualmente
Foi descoberto em 2005, porém, que Colomby tem dado a licenciado os direitos do grupo a Chuck Negron, o vocalista formador do Three Dog Night que está excursionado sob o nome Blood, Sweat & Tears Featuring Chuck Negron.
Todos os álbuns, exceto Brand New Day, estão disponíveis em CD. Os primeiros quatro álbuns foram relançados pela Sony Records em ediçoes re-masterizadas (com algumas faixas bônus), exceto o terceiro disco, que foi relançado pela Mobile Fidelity. Os álbuns posteriores pela Columbia foram relançados pela Wounded Bird Records e a Rhino Records re-lançou Nuclear Blues.

## Discografia
Álbuns
- Child Is Father to the Man (1968)
- Blood, Sweat & Tears (1969)
- Blood, Sweat & Tears 3 (1970)
- The Owl and the Pussy Cat (1970)
- Blood, Sweat & Tears 4 (1971)
- New Blood (1972)
- No Sweat (1973)
- Mirror Image (1974)
- New City (1975)
- More Than Ever (1976)
- Brand New Day (1977)
- Nuclear Blues (1980)
- Latin Fire (1985) [gravado em 1980/81]
- Live And Improvised (1991) [gravado em 1975]
- Live (1994) (gravado ao vivo no The Street Scene, Los Angeles, em 12 de outubro de 1980.)

Singles
- "I Can't Quit Her" (1968)
- "I Love You More Than You'll Ever Know" (1968)
- "You've Made Me So Very Happy" (1969)
- "Spinning Wheel" (1969) (Vencedor do Grammy Award)
- "And When I Die" (1969)
- "Hi-De-Ho" (1970)
- "Lucretia MacEvil" (1970)
- "Lisa, Listen to Me" (1971)
- "Go Down Gamblin'" (1971)
- "So Long Dixie" (1972)
- "Blue Street" (1978)